# Rémire-Montjoly
Rémire-Montjoly és un municipi francès, situat a la regió d'ultramar de la Guaiana Francesa. L'any 2006 tenia 17.736 habitants. Limita amb Roura a l'est, Matoury a l'oest i Caiena al nord-oest. El principal port de la Guaiana francesa, el Dégrad-des-Cannes, està situat en aquesta comuna, en l'estuari del riu Mahury.

En roig el territori comunal de Rémire-Montjoly.

## Demografia
| 1961                                       | 1967  | 1974  | 1982  | 1990   | 1999   |
| ------------------------------------------ | ----- | ----- | ----- | ------ | ------ |
| 1.181                                      | 2.062 | 2.950 | 6.773 | 11.701 | 15.555 |
| Des de 1962: població sense dobles comptes |       |       |       |        |        |

## Administració
| Període | Identitat  | Partit |
| ------- | ---------- | ------ |
| 2001-   | Jean Ganty |        |

## Història
La comuna es deia originalment Rémire, i fou fundada el 1652. Després de l'erupció de Mont Pelée el 1902 s'hi establiren molts martiniquesos. El 27 de març de 1969 va canviar el nom a Rémire-Montjoly per a reflectir el desenvolupament de Montjoly, una de les dues localitats en la comuna. Amb l'expansió urbana, ambdues localitats s'han fusionat amb Caiena en una àrea urbana, encara que administrativament està separat de la comuna de Caiena. El 1969 es va crear el port de Dégrad-Des-Cannes i el 1983 una central elèctrica 